# Prinsesse Wencheng
Prinsesse Wencheng (tibetansk: Mung-chang Kungco; kinesisk: 文 成 公主; pinyin: Wénchéng Gōngzhǔ; Wade-Giles: Wen-ch'eng Kung-chu; 628-680/2), med efternavnet Li, var medlem af en mindre gren af den kongelige klan i det kinesiske Tang-dynasti. I 641  blev hun givet af kejser Taizong af Tang til kong Songtsän Gampo i Tibet i ægteskab som ufrivillig brik i en ægteskabsalliance.  Hun er populært kendt i Tibet som Gyasa, eller "kinesisk kone".
Meget af hendes liv er blevet præget af myter og brugt til propagandaformål. Kinesiske kilder siden Tang-dynastiet krediterer hende for at indføre kinesisk kultur til Tibet , mens tibetanske kilder krediterer hende for sammen med Songtsän Gampos nepalesiske kone, Bhrikuti, at indføre buddhismen i Tibet. Traditionelle tibetanske historier betragter både Wencheng og Bhrikuti som fysiske manifestationer af bodhisattva Tara, selvom Bhrikutis historiske sandhed stadig diskuteres blandt forskere.

## Optakt til ægteskabet
Kinesiske optegnelser nævner modtagelsen af udsendinge og hyldest i 634 fra Songtsän Gampo, hvor kongen anmodede om (tibetanske kilder siger krævede)  at gifte sig med en kinesisk prinsesse og blev afvist. I 635/636 angreb de tibetanske konges styrker og besejrede Tuyuhun, der boede omkring Koko Nor-søen i nutidens Qinghai, langs en vigtig handelsrute til Kina. Songtsän Gampo angreb den kinesiske grænseby Songzhou (OTA l. 607) - Kinesiske kilder siger en Tang-styrke besejrede hans hær, og at han trak sig tilbage og sendte en undskyldning til Tang-kejseren. Taizong gav der efter sit samtykke til at bortgifte en kinesisk prinsesse til den tibetanske konge (ifølge tibetanske historikere ved hjælp af trusler ). 

## Kulturel betydning
Songtsän Gampo og prinsesse Wencheng giftede sig i håb om at fremme harmoniske og ægteskabelige forhold mellem Tibet og Kina.  Det er almindeligt antaget, at hans ægteskaber til Bhrikuti og Wencheng bragte hellige billeder af Gautama Buddha og buddhisme generelt til Tibet, og at deres komplicerede forhold som medhustruer førte til opførelsen af Jokhang, hvorefter byen Lhasa . Fordi historierne om hendes ægteskabsrejse udvikler sig og stadig stiger, er det svært at identificere fiktion fra den historiske virkelighed. Disse historier er inkluderet i sådanne middelalderlige romancer som Maṇi bka'bum og historiografier som Rgyal rabs Gsal ba'i Me long.
Udover den kinesiske kultur og buddhismen bragte Wencheng sig med sine løfter om handelsaftaler og sikker passage på Silkevejen og en betydelig mængde medgift, der ikke kun indeholdt guld, men fine møbler, silke, porcelæn, bøger, smykker, musikinstrumenter , og medicinske bøger. Derudover og mere vigtigt, medbragte Wencheng også nye landbrugsmetoder. Dette indeholdt indførelsen af frø af korn og raps, andre landbrugsredskaber og råd om, hvordan man kunne forøge den tibetanske landbrugsproduktivitet. Wencheng blev også krediteret for at indføre Tibet med andre færdigheder inden for metallurgi, landbrug, vævning, konstruktion, fremstilling af papir og blæk samt udvikling af det tibetanske alfabet og skrivesystem. 
Kinesiske kilder krediterer Wencheng med at bringe den kinesiske kultur til Tibet, men dette er ikke bekræftet af tibetanske kilder. Tibetanerne mener, at det var songtsän gampo, der fremmer Tibets tekniske og sociale fremskridt ved at etablere sin hovedstad i Lhasa og opbygge det magtfulde tibetanske imperium, og hvis byggestrategi med vilje var at søge måder at introducere nye kulturer ind i hans rige.
Ifølge kinesiske kilder blev Wencheng æret for at være en af de diplomatbrude, som bragte den positive Han-kinesiske kultur til befolkningerne uden for rigets grænser, udvidelse af deres viden, som det kejserlige hof ofte så ned på som barbarisk.
Tradruk-templet i Nêdong er også forbundet med Wencheng: en thangka broderet af Wencheng opbevares i et af dets kapeller.
Wenchengs arv og indflydelse har levet videre. Generationer af diktere har fortsat med at skrive utallige vers for at rose hendes gerninger. To traditionelle dage, den femtende dag i den fjerde måned og den femtende dag i den tiende måned af hvert tibetansk år er præget af sang og dans til hendes ære. Historiske relikvier som statutterne til Songtsän Gampo med Prinsesse Wencheng æres stadig og vises frem for alle at beskue langs ruten for deres bryllupsrejse såvel som i Potala-paladset i Lhasa. 